# Alfredo Bravi
Alfredo Bravi (Guardamiglio, 3 janvier 1916 – Lodi, 21 juillet 2001) est un prêtre, compositeur et maître de chapelle italien.

## Biographie
Ordonné prêtre à Massalengo, le 23 avril 1939 par l'évêque de Lodi Pietro Calchi Novati (it), Alfredo Bravi a été vicaire paroissial dans plusieurs paroisses du diocèse de Lombardie. Pendant ce temps, il a obtenu au Conservatoire de Plaisance des diplômes pour la musique et le chant choral en 1948 et la direction chorale en 1950.
En 1954, le patriarche de Venise, Angelo Roncalli, en visite à Lodi, a apprécié le travail d'Alfredo Bravi en tant que chef de la chœur et l'a invité à concourir pour le poste de Directeur de la Cappella Marciana. Le 1er janvier 1955, Alfredo Bravi a été nommé Maestro Direttore della Cappella Musicale Patriarcale di San Marco, ce qui lui a permis de se consacrer entièrement à la composition. Alors qu'il était directeur, le 25 avril 1964, il a introduit des voix féminines dans le chœur, avec l'autorisation du patriarche Giovanni Urbani. Alfredo Bravi a démissionné en 1981 et a été remplacé par l'organiste Roberto Micconi.
Après sa démission, il s'est retiré dans sa Lodi natale, où il a servi à l'église de Santa Maria Ausiliatrice. Jusqu'en 1984, il a continué à enseigner la composition au Conservatoire Giuseppe Verdi de Milan.
Il est mort à 85 ans le 21 juillet 2001.

## Honneurs
En 1966, Alfredo Bravi a été fait chevalier de l'Ordre du Mérite de la République italienne.

## Source de la traduction
- (it) Cet article est partiellement ou en totalité issu de l’article de Wikipédia en italien intitulé « Alfredo Bravi » (voir la liste des auteurs).